# Qualificazioni al campionato europeo maschile di calcio 2012 - Gruppo F

## Risultati
| Arbitro: | Saïd Ennjimi |

|                            |           |          |
| Benayoun 7’ 64’ (rig.) 75’ | Marcatori | 38’ Pace |

| Arbitro: | Carlos Clos Gómez |

|                 |           |             |
| Spiropoulos 72’ | Marcatori | 3’ Iashvili |

| Arbitro: | Björn Kuipers |

|  |           |                              |
|  | Marcatori | 43’ Petrić 51’ Olić 82’ Srna |

| Tbilisi 7 settembre 2010, ore 19:00 CEST | Georgia      | 0 – 0 referto | Israele | Boris Paichadze National Stadium\| Arbitro: \| Sascha Kever \| |
| Arbitro:                                 | Sascha Kever |               |         |                                                                |

| Arbitro: | Tony Asumaa |

|  |           |                             |
|  | Marcatori | 43’ Gorkšs 85’ Verpakovskis |

| Zagabria 7 settembre 2010, ore 20:30 CEST | Croazia         | 0 – 0 referto | Grecia | Maksimir\| Arbitro: \| Claus Bo Larsen \| |
| Arbitro:                                  | Claus Bo Larsen |               |        |                                           |

| Arbitro: | Alan Black |

|               |           |  |
| Siradze 90+1’ | Marcatori |  |

| Arbitro: | Antonio Damato |

|               |           |  |
| Torosidis 58’ | Marcatori |  |

| Arbitro: | Wolfgang Stark |

|              |           |                         |
| Shechter 81’ | Marcatori | 36’ (rig.) 41’ Kranjčar |

| Arbitro: | Manuel De Sousa |

|             |           |             |
| Cauņa 90+1’ | Marcatori | 74’ Siradze |

| Arbitro: | Martin Hansson |

|                                       |           |                        |
| Salpingidis 22’ Karagounis 63’ (rig.) | Marcatori | 59’ (aut.) Spyropoulos |

| Arbitro: | Duarte Gomes |

|                              |           |  |
| Kranjčar 18’ 42’ Kalinić 81’ | Marcatori |  |

| Arbitro: | Paolo Tagliavento |

|                 |           |  |
| Kobiashvili 90’ | Marcatori |  |

| Arbitro: | Milorad Mažić |

|                     |           |            |
| Barda 16’ Kayal 81’ | Marcatori | 62’ Gorkšs |

| Arbitro: | Michael Weiner |

|  |           |                 |
|  | Marcatori | 90+2’ Torosidis |

| Arbitro: | Fredy Fautrel |

|                     |           |  |
| Tal Ben Haim II 59’ | Marcatori |  |

| Arbitro: | Stefan Johannesson |

|                           |           |               |
| Mandžukić 76’ Kalinić 78’ | Marcatori | 17’ K'ank'ava |

| Arbitro: | Alan Kelly |

|                  |           |                                 |
| Cauna 63’ (rig.) | Marcatori | 19’ Benayoun 43’ Tal Ben Haim I |

| Arbitro: | Paweł Gil |

|                                     |           |            |
| Fetfatzidis 8’ 64’ Papadopoulos 26’ | Marcatori | 54’ Mifsud |

| Arbitro: | Craig Thomson |

|  |           |           |
|  | Marcatori | 60’ Ninis |

| Arbitro: | Tony Chapron |

|            |           |                                     |
| Mifsud 38’ | Marcatori | 11’ Vukojević 32’ Badelj 68’ Lovren |

| Arbitro: | Leontios Trattou |

|  |           |           |
|  | Marcatori | 64’ Cauņa |

| Arbitro: | Carlos Velasco Carballo |

|                            |           |           |
| Modrić 47’ Eduardo 55’ 57’ | Marcatori | 44’ Hemed |

| Arbitro: | Stanislav Todorov |

|           |           |                  |
| Cauņa 19’ | Marcatori | 84’ Papadopoulos |

| Arbitro: | Pol van Boekel |

|            |           |               |
| Mifsud 25’ | Marcatori | 15’ K'ank'ava |

| Arbitro: | Richard Trutz |

|                           |           |  |
| Višņakovs 33’ Rudņevs 83’ | Marcatori |  |

| Arbitro: | Howard Webb |

|                       |           |  |
| Samaras 71’ Gekas 79’ | Marcatori |  |

| Arbitro: | Antony Gautier |

|                           |           |  |
| Eduardo 66’ Mandžukić 72’ | Marcatori |  |

| Arbitro: | Daniele Orsato |

|               |           |                                    |
| Targamadze 9’ | Marcatori | 79’ Fotakis 85’ Angelos Charisteas |

| Arbitro: | Bruno Paixão |

|  |           |                            |
|  | Marcatori | 11’ Refaelov 90+3’ Gershon |

| Squadra  | P.ti | G  | V | P | S | RF | RS | DR  |
| -------- | ---- | -- | - | - | - | -- | -- | --- |
| Grecia   | 24   | 10 | 7 | 3 | 0 | 14 | 5  | +9  |
| Croazia  | 22   | 10 | 7 | 1 | 2 | 18 | 7  | +11 |
| Israele  | 16   | 10 | 5 | 1 | 4 | 13 | 11 | +2  |
| Lettonia | 11   | 10 | 3 | 2 | 5 | 9  | 12 | -3  |
| Georgia  | 10   | 10 | 2 | 4 | 4 | 7  | 9  | -2  |
| Malta    | 1    | 10 | 0 | 1 | 9 | 4  | 21 | -17 |

## Classifica marcatori
4 gol
- Niko Kranjčar
- Yossi Benayoun
- Aleksandrs Cauņa

3 gol
- Eduardo
- Michael Mifsud

2 gol
- Nikola Kalinić
- Mario Mandžukić

- David Siradze
- Jaba K'ank'ava

- Ioannis Fetfatzidis
- Vasilīs Torosidīs
- Kaspars Gorkšs

1 gol
- Luka Modrić
- Ognjen Vukojević
- Milan Badelj
- Dejan Lovren
- Ivica Olić
- Mladen Petrić
- Darijo Srna
- Alexander Iashvili
- Davit Targamadze
- Levan Kobiashvili

- Giōrgos Karagkounīs
- Kyriakos Papadopoulos
- Sōtīrīs Ninīs
- Dīmītrios Papadopoulos
- Angelos Charisteas
- Giōrgos Fōtakīs
- Dimitris Salpingidis
- Nikos Spiropoulos
- Giōrgos Samaras
- Theofanis Gekas
- Elyaniv Barda

- Tal Ben Haim I
- Tal Ben Haim II
- Itay Shechter
- Biram Kayal
- Tomer Hemed
- Lior Refaelov
- Rami Gershon
- Māris Verpakovskis
- Aleksejs Višņakovs
- Artjoms Rudņevs
- Jamie Pace

Autoreti
1 : Nikos Spiropoulos (pro  Israele)